# Liste von PC-Booter-Spielen
PC Booter sind IBM-PC-kompatible Spiele, welche vom Computer direkt von einer Diskette gestartet werden, ohne dass vorher ein Betriebssystem geladen wird.
| Titel                                              | Veröffentlicht | Genre                      | Verleger / Hersteller                                        |
| -------------------------------------------------- | -------------- | -------------------------- | ------------------------------------------------------------ |
| 3-K Trivia                                         | 1984           | Strategie                  | IBM                                                          |
| Ace of Aces                                        | 1986           | Flugsimulator              | Accolade Inc. / Artech Digital Entertainment                 |
| Agent USA                                          | 1984           | Adventure / Strategie      | Scholastic Corporation / Tom Snyder Productions              |
| Alley Cat                                          | 1984           | Jump ’n’ Run               | IBM / Synapse Software                                       |
| The Alpine Encounter                               | 1985           | Adventure                  | Random House                                                 |
| Amnesia                                            | 1986           | Adventure                  | Electronic Arts                                              |
| Apple Panic                                        | 1982           | Jump ’n’ Run / Adventure   | Brøderbund                                                   |
| Archon: The Light and the Dark                     | 1984           | Strategie                  | Electronic Arts / Free Fall Associates                       |
| Attack On Altair                                   | 1983           | Action / Arcade            | Windmill Software                                            |
| Battlezone                                         | 1983           | Action / Arcade            | Atari                                                        |
| B.C.’s Quest for Tires                             | 1984           | Action                     | Sierra On-line / Sydney Development                          |
| Below the Root                                     | 1984           | Adventure                  | Windham Classics / Dale Disharoon                            |
| Beneath Apple Manor                                | 1983           | RPG                        | Quality Software                                             |
| Beyond Castle Wolfenstein                          | 1984           | Stealth-Computerspiel      | Muse Software                                                |
| Big Top                                            | 1983           | Jump ’n’ Run               | Funtastic / Michael Abrash                                   |
| The Black Cauldron                                 | 1986           | Adventure                  | Sierra On-line                                               |
| Borrowed Time                                      | 1985           | Adventure                  | Activision / Interplay Productions                           |
| Boulder Dash                                       | 1984           | Action / Arcade            | First Star Software                                          |
| Boulderdash II: Rockford’s Revenge                 | 1985           | Action / Arcade            | First Star Software                                          |
| Bruce Lee                                          | 1984           | Jump ’n’ Run               | Datasoft                                                     |
| Buck Rogers: Planet of Zoom                        | 1984           | Action / Arcade            | Sega                                                         |
| BurgerTime                                         | 1982           | Jump ’n’ Run               | Mattel Electronics / Data East                               |
| Centipede                                          | 1983           | Arcade                     | Atarisoft                                                    |
| Championship Lode Runner                           | 1984           | Jump ’n’ Run               | Brøderbund Software                                          |
| Chess88                                            | 1984           | Brettspiel                 | Unknown                                                      |
| Climber 5                                          | 1987           | Jump ’n’ Run               | COMPUTE! Publications                                        |
| Commando                                           | 1987           | Run and gun                | Quicksilver / Data East                                      |
| Conflict in Vietnam                                | 1986           | Simulation                 | MicroProse                                                   |
| Congo Bongo                                        | 1984           | Isometric Jump ’n’ Runer   | Sega                                                         |
| Conquest                                           | 1983           | Jump ’n’ Run               | Windmill Software                                            |
| Cosmic Crusader                                    | 1982           | Shoot ’em up               | Michael Abrash / Funtastic                                   |
| Crossfire                                          | 1981           | Action                     | Jay Sullivan / Sierra On-Line                                |
| Crusade in Europe                                  | 1985           | Simulation                 | MicroProse                                                   |
| Crypto Cube                                        | 1983           | Rätsel                     | DesignWare                                                   |
| Cutthroats                                         | 1984           | Interaktive Fiktion        | Infocom                                                      |
| Cyborg                                             | 1982           | Interaktive Fiktion        | Sentient Software / Softsmith Software                       |
| Czorian Siege                                      | 1983           | Arcade                     | Computer Applications Unlimited / Howard W. Sams             |
| Deadline                                           | 1982           | Interaktive Fiktion        | Infocom                                                      |
| Decision in the Desert                             | 1985           | Simulation                 | MicroProse                                                   |
| Defender                                           | 1980           | Side-Scroller              | Williams Electronics                                         |
| Defender of the Crown                              | 1987           | Strategie                  | Master Designer Software / Mirrorsoft                        |
| Demon Attack                                       | 1982           | Shoot ’em up               | Imagic                                                       |
| Demon’s Forge                                      | 1981           | Adventure                  | Saber Software                                               |
| Destroyer                                          | 1986           | Simulation                 | Epyx                                                         |
| Dig Dug                                            | 1982           | Labyrinth                  | Namco / Atari                                                |
| Digger                                             | 1983           | Arcade                     | Windmill Software                                            |
| Donald Duck’s Playground                           | 1986           | Lernspiel                  | Sierra On-Line                                               |
| Donkey Kong                                        | 1982           | Jump ’n’ Run               | Nintendo / Coleco                                            |
| Dr. J and Larry Bird Go One on One                 | 1983           | Sport                      | Electronic Arts                                              |
| Dunjonquest: Morloc’s Tower                        | 1979           | Dungeon                    | Epyx / Automated Simulations                                 |
| Earthly Delights                                   | 1983           | Adventure                  | Datamost                                                     |
| Eden Blues                                         | 1987           | Adventure                  | ERE Informatique                                             |
| Enchanter                                          | 1986           | Textadventure              | Infocom                                                      |
| Evolution                                          | 1982           | Action                     | Sydney Development Corp.                                     |
| The Exterminator                                   | 1982           | Action                     | Nufekop / Bubble Bus Software                                |
| F-15 Strike Eagle                                  | 1984           | Flugsimulator              | MicroProse                                                   |
| FaceMaker                                          | 1982           | Lernspiel                  | DesignWare / Spinnaker Software Corporation                  |
| Five-a-Side Indoor Soccer                          | 1986           | Sport                      | Mastertronic Group                                           |
| Fleet Sweep                                        | 1983           | Arcade                     | Mirror Images Software                                       |
| Floppy Frenzy                                      | 1982           | Arcade                     | Windmill Software                                            |
| Forbidden Castle                                   | 1985           | Adventure                  | Angelsoft / Mindscape                                        |
| Forbidden Quest                                    | 1983           | Adventure                  | Pryority Software                                            |
| The Fourth Protocol                                | 1985           | Adventure                  | Electronic Pencil Company / Hutchinson Computer Publishing   |
| Freddy Fish                                        | 1983           | Arcade                     | Mirror Images Software                                       |
| Freddy Hardest                                     | 1988           | Jump ’n’ Run               | Dinamic Software                                             |
| FriendlyWare P.C. Arcade                           | 1983           | Action                     | FriendlySoft                                                 |
| FriendlyWare PC Introductory Set                   | 1983           | Action                     | FriendlySoft                                                 |
| Frogger                                            | 1983           | Arcade                     | Konami / Sierra On-Line                                      |
| Frogger II: Three Deep                             | 1984           | Action                     | Parker Brothers / Sega                                       |
| Full Count Baseball                                | 1984           | Sport                      | Lance Haffner Games                                          |
| Galactic Gladiators                                | 1983           | Taktisches Kampfspiel      | Strategic Simulations                                        |
| Galaxian                                           | 1983           | Shoot ’em up               | Namco, Atari                                                 |
| Game Over                                          | 1987           | Run and gun                | Dinamic Software, Imagine Software                           |
| Game Over II                                       | 1987           | Shoot ’em up               | Dinamic Software                                             |
| Gamma Force in Pit of a Thousand Screams           | 1988           | Textadventure              | Tom Snyder Productions, Infocom                              |
| Ghostbusters                                       | 1986           | Sonstiges                  | Activision                                                   |
| Gremlins                                           | 1984           | Shoot ’em up               | Atari                                                        |
| Guerrilla War                                      | 1987           | Run and gun                | SNK Playmore, Data East                                      |
| Hacker II: The Doomsday Papers                     | 1986           | Rätsel / Strategie         | Activision                                                   |
| Hard Hat Mack                                      | 1984           | Jump ’n’ Run game          | Electronic Arts                                              |
| Harrier Combat Simulator                           | 1987           | Simulation                 | Mindscape                                                    |
| HellCat Ace                                        | 1984           | Ego-Shooter                | MicroProse                                                   |
| High Stakes                                        | 1986           | Kartenspiel                | Angelsoft, Mindscape                                         |
| The Hitchhiker’s Guide to the Galaxy               | 1984           | Interaktive Fiktion        | Infocom                                                      |
| The Hobbit                                         | 1983           | Textadventure              | Beam Software, Melbourne House                               |
| The Holy Grail                                     | 1984           | Adventure                  | Hayden Software                                              |
| I, Damiano: The Wizard of Partestrada              | 1985           | Textadventure              | Imagic, Bantam Software                                      |
| Ikari Warriors                                     | 1987           | Run and gun                | SNK, Data East                                               |
| Ikari Warriors II: Victory Road                    | 1988           | Run and gun                | SNK, Data East                                               |
| Indianapolis 500: The Simulation                   | 1989           | Rennsport                  | Electronic Arts                                              |
| Infidel                                            | 1983           | Interaktive Fiktion        | Infocom                                                      |
| International Hockey                               | 1987           | Sport                      | Artworx Software, Superior Quality Software                  |
| J-Bird                                             | 1983           | Rätsel                     | Orion Software                                               |
| James Bond 007: Goldfinger                         | 1986           | Textadventure              | Angelsoft, Mindscape                                         |
| John Elway’s Quarterback                           | 1988           | Sport                      | Leland Corporation, Melbourne House                          |
| Joust                                              | 1983           | Jump ’n’ Runer             | Williams Electronics, Atari                                  |
| Jumpman                                            | 1984           | Jump ’n’ Runer / Rätsel    | Epyx, IBM                                                    |
| Jungle Hunt                                        | 1983           | Action                     | Taito, Atari                                                 |
| Karnov                                             | 1989           | Jump ’n’ Runer             | Data East                                                    |
| Kindercomp                                         | 1983           | Lernspiel                  | Spinnaker Software Corporation                               |
| King’s Quest I: Quest for the Crown                | 1984           | Adventure                  | Sierra On-Line                                               |
| King’s Quest II: Romancing the Throne              | 1985           | Adventure                  | Sierra On-Line                                               |
| Kobyashi Naru                                      | 1987           | Adventure                  | Mastertronic                                                 |
| Lane Mastodon vs. the Blubbermen                   | 1988           | Adventure                  | Tom Snyder Productions, Infocom                              |
| The Last Mission                                   | 1987           | Action                     | Opera Soft                                                   |
| Lock On                                            | 1987           | Ego-Shooter                | Tatsumi Electronics, Data East                               |
| Lode Runner                                        | 1983           | Jump ’n’ Runer / Rätsel    | Brøderbund, Ariolasoft                                       |
| Marble Madness                                     | 1986           | Jump ’n’ Runer / Rennsport | Brøderbund, Ariolasoft                                       |
| Master Miner                                       | 1983           | Arcade                     | Funtastic                                                    |
| Math Labyrinth                                     | 1983           | Rennsport                  | DesignWare                                                   |
| Metropolis                                         | 1987           | Simulation                 | Arcadia Systems, Melbourne House                             |
| MicroLeague Baseball                               | 1984           | Sport                      | MicroLeague Sport Association, MicroLeague Multimedia        |
| Microsoft Adventure                                | 1981           | Textadventure              | Microsoft, IBM                                               |
| Microsoft Decathlon                                | 1982           | Sport                      | Microsoft, IBM                                               |
| Microsoft Flight Simulator 1.0                     | 1982           | Simulation                 | subLOGIC, Microsoft                                          |
| Microsoft Flight Simulator 2.0                     | 1984           | Simulation                 | subLOGIC, Microsoft                                          |
| Mindshadow                                         | 1984           | Adventure                  | Interplay Entertainment, Activision                          |
| Mine Shaft                                         | 1983           | Rätsel                     | Sierra On-Line, IBM                                          |
| Miner 2049er                                       | 1983           | Jump ’n’ Runer / Rätsel    | Big Five Software, Micro Fun                                 |
| Montezuma’s Revenge                                | 1984           | Jump ’n’ Runer             | Parker Brothers, BCI Software                                |
| Moon Bugs                                          | 1983           | Arcade                     | Windmill Software                                            |
| Moon Patrol                                        | 1983           | Side-Scroller              | Irem, Atari                                                  |
| Mouser                                             | 1983           | Jump ’n’ Runer / Rätsel    | Gebelli Software, IBM                                        |
| Ms. Pac-Man                                        | 1983           | Labyrinth                  | General Computer Corporation, Midway, Atari                  |
| Murder on the Zinderneuf                           | 1984           | Adventure                  | Free Fall Associates, Electronic Arts                        |
| Narco Police                                       | 1989           | Action / shooter           | Iron Byte, Dinamic Software                                  |
| Night Mission Pinball                              | 1982           | Pinball                    | subLOGIC                                                     |
| Night Stalker                                      | 1983           | Labyrinth                  | Mattel Electronics                                           |
| Oil’s Well                                         | 1984           | Labyrinth                  | Sierra On-Line                                               |
| Pac-Man                                            | 1983           | Labyrinth                  | Namco, Atari                                                 |
| Paratrooper                                        | 1982           | Shooter                    | Greg Kuperberg, Orion Software                               |
| PC Pool                                            | 1983           | Sport                      | Hesware, IBM                                                 |
| PC Pool Challenges                                 | 1984           | Sport                      | Hesware, IBM                                                 |
| PC-Man                                             | 1982           | Labyrinth                  | Orion Software                                               |
| Pinball Construction Set                           | 1985           | Pinball                    | Electronic Arts                                              |
| Pitfall II: Lost Caverns                           | 1984           | Jump ’n’ Runer             | Activision                                                   |
| Pitstop II                                         | 1984           | Rennsport                  | Synergistic Software, Epyx                                   |
| Planetfall                                         | 1983           | Interaktive Fiktion        | Infocom                                                      |
| Portal                                             | 1986           | RPG                        | Nexa Corporation, Activision                                 |
| Prowler                                            | 1987           | Simulation                 | Icon Design Ltd., Mastertronic                               |
| Rasterscan                                         | 1987           | Rätsel                     | Binary Design, Mastertronic                                  |
| Rescue at Rigel                                    | 1980           | RPG                        | Epyx                                                         |
| River Raid                                         | 1984           | Side-Scroller              | Activision                                                   |
| Robotron: 2084                                     | 1983           | Shoot ’em up               | Williams Electronic Games, Atari                             |
| Rollo And The Brush Bros                           | 1983           | Rätsel                     | Windmill Software                                            |
| Satan                                              | 1990           | Jump ’n’ Runer             | Dinamic Software                                             |
| ScubaVenture                                       | 1983           | Arcade                     | Gebelli Software, IBM                                        |
| Seastalker                                         | 1984           | Interaktive Fiktion        | Infocom                                                      |
| Serpentine                                         | 1982           | Action                     | Brøderbund                                                   |
| The Seven Cities of Gold                           | 1987           | Adventure                  | Ozark Softscape, Electronic Arts                             |
| Shamus                                             | 1984           | Action                     | William Mataga, Synapse Software                             |
| Sherlock Holmes: Another Bow                       | 1985           | Adventure                  | Imagic, Bantam Software                                      |
| Sid Meier’s Pirates!                               | 1987           | Action / Adventure         | MicroProse                                                   |
| Sidewinder                                         | 1988           | Shoot ’em up               | Synergistic Software, Arcadia Systems                        |
| Sierra Championship Boxing                         | 1985           | Sport                      | Evryware, Sierra On-Line                                     |
| Silent Service                                     | 1986           | U-Boot-Simulator           | MicroProse                                                   |
| The Slugger                                        | 1988           | Sport                      | Ocean Software, Mastertronic                                 |
| Snack Attack II                                    | 1982           | Labyrinth                  | Funtastic                                                    |
| Solo Flight                                        | 1983           | Simulation                 | MicroProse                                                   |
| Solomon’s Key                                      | 1988           | Rätsel                     | Tecmo, U.S. Gold                                             |
| Sorcerer                                           | 1984           | Textadventure              | Infocom                                                      |
| Space Strike                                       | 1982           | Arcade                     | Michael Abrash, Datamost                                     |
| Spiderbot                                          | 1988           | Jump ’n’ Runer             | Addictive Games, Epyx                                        |
| Spitfire Ace                                       | 1984           | Flying shooter             | MicroProse                                                   |
| Spy Hunter                                         | 1984           | Wagenrennen                | Midway, Sega                                                 |
| Starcross                                          | 1982           | Interaktive Fiktion        | Infocom                                                      |
| Stargate                                           | 1983           | Side-Scroller              | Williams Electronic Games, Atari                             |
| Storm                                              | 1987           | Rätsel                     | Mastertronic                                                 |
| Strategie Games                                    | 1983           | Strategie                  | IBM                                                          |
| Styx                                               | 1983           | Rätsel                     | Windmill Software                                            |
| Sub Mission                                        | 1987           | Shooter                    | Tom Snyder Productions, Mindscape                            |
| Summer Games II                                    | 1986           | Sport                      | Epyx                                                         |
| Super Boulder Dash                                 | 1986           | Arcade                     | First Star Software, Electronic Arts                         |
| Super Football Sunday                              | 1985           | Sport                      | Quest Inc., Avalon Hill                                      |
| Super Zaxxon                                       | 1984           | Shoot ’em up               | Sega                                                         |
| Suspect                                            | 1984           | Interaktive Fiktion        | Infocom                                                      |
| Suspended                                          | 1983           | Interaktive Fiktion        | Infocom                                                      |
| Tag Team Wrestling                                 | 1985           | Sport                      | Data East                                                    |
| Tapper                                             | 1983           | Action                     | Marvin Glass and Associates, Midway                          |
| Tass Times in Tonetown                             | 1986           | Adventure                  | Brainwave Creations, Interplay Productions, Activision       |
| Timothy Leary’s Mind Mirror                        | 1986           | Interaktive Fiktion        | Futique, Electronic Arts                                     |
| Touchdown Football                                 | 1984           | Sport                      | Imagic, IBM                                                  |
| The Tracer Sanction                                | 1984           | Adventure                  | Interplay Productions, Activision                            |
| Trilogy                                            | 1987           | Adventure                  | Mastertronic                                                 |
| Trivia 101                                         | 1984           | Lernspiel                  | Digital Learning Systems, IBM                                |
| Troll’s Tale                                       | 1984           | Adventure                  | Sierra On-Line                                               |
| TV and Cinema 101: Trivia from Talkies to Trekkies | 1984           | Gameshow                   | Digital Learning Systems, IBM                                |
| Ulysses and the Golden Fleece                      | 1982           | Hi-res Adventure           | Sierra On-Line                                               |
| Voodoo Island                                      | 1985           | Textadventure              | Angelsoft, Mindscape                                         |
| Warrior of Ras: Volume I - Dunzhin                 | 1982           | RPG                        | Intelligent Statements Inc., Computer Applications Unlimited |
| Will Harvey’s Music Construction Set               | 1984           | Lernspiel                  | Electronic Arts                                              |
| Winter Games                                       | 1986           | Sport                      | Epyx                                                         |
| The Witness                                        | 1983           | Interaktive Fiktion        | Infocom                                                      |
| Wizard and the Princess                            | 1982           | Adventure                  | On-Line Systems                                              |
| Wizardry: Proving Grounds of the Mad Overlord      | 1984           | RPG                        | Sir-Tech                                                     |
| Wizardry II: The Knight of Diamonds                | 1985           | RPG                        | Sir-Tech                                                     |
| Wizardry III: Legacy of Llylgamyn                  | 1986           | RPG                        | Sir-Tech                                                     |
| Wizardry IV: The Return of Werdna                  | 1987           | RPG                        | Sir-Tech                                                     |
| Wizardry V: Heart of the Maelstrom                 | 1988           | RPG                        | Sir-Tech                                                     |
| Wizball                                            | 1987           | Shoot ’em up               | Sensible Software, Ocean Software                            |
| Word Spinner                                       | 1984           | Lernspiel                  | The Learning Company                                         |
| World Games                                        | 1986           | Sport                      | K-Byte, Epyx                                                 |
| World Karate Championship                          | 1986           | Fighting                   | Epyx / System 3                                              |
| The World’s Greatest Baseball Game                 | 1985           | Sport                      | Quest Inc., Epyx                                             |
| Zaxxon                                             | 1984           | Arcade                     | Sega                                                         |
| Zork: The Great Underground Empire                 | 1982           | Interaktive Fiktion        | Infocom                                                      |
| Zork II: The Wizard of Frobozz                     | 1983           | Interaktive Fiktion        | Infocom                                                      |
| Zork III: The Dungeon Master                       | 1984           | Interaktive Fiktion        | Infocom                                                      |
| ZorkQuest: Assault on Egreth Castle                | 1988           | Adventure                  | Tom Snyder Productions, Infocom                              |
| ZorkQuest: The Crystal of Doom                     | 1989           | Adventure                  | Tom Snyder Productions, Infocom                              |
| Zyll                                               | 1984           | Interaktive Fiktion        | IBM                                                          |